# راید (ترانه لانا دل ری)
«راید» (انگلیسی: Ride) ترانه‌ای خواننده و ترانه‌نویس آمریکایی لانا دل ری برای سومین آلبوم چندآهنگه (ای‌پی) خود، بهشت (۲۰۱۲) است. این ترانه در ۲۵ سپتامبر ۲۰۱۲ به‌عنوان اولین تک‌آهنگ ای‌پی توسط اینترسکوپ رکوردز منتشر شد. «راید» بالادی است که از نظر مفهوم شامل مشکلات والدین، مصرف الکل و تنهایی است. در جلد ترانه دل ری را روی تاب لاستیک نشان می‌دهد که چکمه‌های کابوی و کت جین به تن دارد.